# Historia del admirable don Quijote de la Mancha
Historia del admirable Don Quijote de la Mancha (en francés Histoire de l’admirable Don Quichotte de la Manche) es el título con el cual se publicó la traducción francesa de Don Quijote de la Mancha, efectuada por Filleau de Saint-Martin, con el añadido de una continuación escrita por el propio traductor. Este alteró el final de la segunda parte de la obra de Miguel de Cervantes, de modo tal que don Quijote no muere, sino que sana y recupera temporalmente la razón. Posteriormente, a instancias de Sancho Panza, reinicia su vida aventurera, después de armar caballero a su fiel escudero. El libro relata diversas (1999) aventuras de ambos personajes, y concluye abruptamente, mientras una dama francesa relata una historia cuyos protagonistas, Silvia y Sainville, son también franceses. Años después, la obra de Saint-Martin fue proseguida por su compatriota Robert Challe.

## Tabla de capítulos de la obra de Saint-Martin
I.- Lo que dio ocasión a don Quijote para retornar a sus locuras.
II.- Género de caza que Sancho quiso mostrar a su amo.
III.- Conversación de importancia de don Quijote y Sancho.
IV.- Continuación de la conversación donde Sancho hace el detalle de las cualidades que dice tener, propias para llegar a la dignidad de caballero andante.
V.- Donde don Quijote descarga su ira contra los poetas y contra el orgullo de los grandes. 
VI.- Ventajas y desventajas del arte militar; pensamientos ingeniosos y placenteros de Sancho sobre el carácter de las mujeres.
VII.- Desgracia de Sancho, y su consuelo.
VIII.- Conditiones bajo las cuales Sancho consiente a ser armado caballero por su amo. 
IX.- La vela de armas hecha por Sancho.
X.- Sancho armado caballero. 
XI.- Don Quijote y Sancho hacen juramento conjunto de una compañía eterna; y después de que Sancho se provee de armas, eligen el día para marchar a buscar aventuras.
XII.- Primera salida de don Quijote y don Sancho Panza, con una aventura terrible para el nuevo caballero.
XIII.- Don Quijote y Sancho llegan a la casa de Basilio sin conocerla, y Sancho se hace curar allí de sus heridas.
XIV.- La extravagancia de Sancho, que se figura que los encantadores le hambían cambiado su cabeza por otra, y que el cirujano por arte de magia se la había devuelto.
XV.- Conversación de don Quijote y Sancho, con la historia de Crisóstomo.
XVI.- Que contiene numerosas puerilidades proferidas por maese Crisóstomo.
XVII.- Historia que cuenta Quiteria.
XVIII.- Aventuras ilustres y gloriosas para don Quijote.
XIX.- Gloria de nuestro caballero, y otras cosas.
XX.- Otras aventuras que no agradaron a Don Quijote. 
XXI.- Aventura en la que don Quijote perdió su caballo, que le fue devuelto por el encantador Parafaragaramus.
XXII.- De los más curiosos, y muy importante para el esclarecimiento de la historia.
XXIII.- Complacencia de Sancho, con un arranque de cólera que no resultó bien.
XXIV.- La más peligrosa aventura de don Quijote, y la más feliz y gloriosa para él.
XXV.- Donde se habla del encuentro que tuvieron don Quijote y sancho con el paje de la duquesa de … , y de la conversación que mantuvieron. 
XXVI.- Socorro que da don Quijote al señor Valerio y a su mujer, maltratados por bandidos.
XXVII.- Historia de Eugenia y Valerio.
XXVIII.- Donde Don Quijote apostrofa a todos los estados, y clama contra los abusos que en ellos se hallan.
XXIX.- Donde las aventuras de Sancho y sus maneras tienen la mayor parte.
XXX.- Cómo Sancho bebió en demasía, y lo que le sucedió.
XXXI.- Que contiene una de las más terribles aventuras que le ocurrieron a Sancho. 
XXXII.- Historia de Silvia y Sainville.